# NPO2
NPO2는 네덜란드 공영 방송(NPO)에서 운영하는 텔레비전 채널이다.
NPO2는 예술, 문화, 정치, 뉴스, 시사, 종교 프로그램 등을 방송하며, NPO1 뉴스를 수화 방송으로 재송신하기도 한다.

## 역사
NPO2는 1964년 10월 1일에 개국하였다. 처음 방송 당시에는 20:00부터 22:30까지 2시간 30분 동안만 방송하였다. 개국 당시에는 네덜란드 2(Nederland 2)란 이름이었다.
NPO2는 1988년 NPO3(개국 당시 네덜란드 3)이 개국할 때까지 AVRO, TROS, VOO/베로니카, VPRO의 프로그램을 중심으로 방송하였다. 이 중 VOO/베로니카는 1995년에 네덜란드 공영 방송에서 분리하여 별도의 상업 채널로 전환하였다.
1990년에서 2000년 사이에는 TV2라는 명칭을 사용하기도 하였다.
2009년 7월 4일, 3개의 채널에서 1080i의 고선명 텔레비전 송출을 동시에 실시하였다. 2013년 3월 12일 NPO에서 네덜란드 1,2,3의 3개 채널명을 NPO 1,2,3으로 각각 변경할 것을 발표하였으며, 2014년 8월 19일에 공식으로 변경되었다.

## 역대 로고

2003년~2006년
2006년~2014년
2009년~2014년 (HD로고)
2014년~현재

## 같이 보기
- 네덜란드 공영 방송(NPO)
- NPO1
- NPO3